# Formacje graniczne II Rzeczypospolitej
Formacje graniczne II Rzeczypospolitej – wyspecjalizowane organizacje państwa polskiego ochraniające granicę państwową.
W 1918 zakończyła się I wojna światowa i Polska odzyskała niepodległość. Powrót kraju na mapę Europy wyznaczył także jego granice. Ich ochronę w latach dwudziestolecia międzywojennego zajmowało się kilka formacji.

## Powstanie i rozwój polskich formacji granicznych
W październiku 1918 Rada Regencyjna rozpoczęła prace nad powołaniem formacji do ochrony granic Rzeczypospolitej. Minister aprowizacji w rządzie Józefa Swieżyńskiego, Antoni Mińkiewicz podjął starania o zabezpieczenie terenów kontrolowanych przez polskie ośrodki władzy przed masowym wywozem towarów. Przy Ministerstwie Aprowizacji zamierzano powołać Straż Gospodarczo-Wojskową. Formacja miała podlegać pod względem wykonywanych zadań Ministerstwu Aprowizacji, a pod względem organizacji Ministerstwu Wojny. Dowódcą Straży Gospodarczo-Wojskowej mianowany został płk Adolf Małyszko. 6 grudnia 1918 pierwszy oddział objął służbę na dworcu kolejowym w Lublinie. Kolejne warty pojawiły się w Warszawie oraz na dworcach kolejowych Zagłębia Dąbrowskiego, przez które wywożono najwięcej towarów.
W tym samym czasie Ministerstwo Skarbu, wzorując się na austriackiej Służbie Granicznej, przystąpiło do tworzenia Korpusu Straży Skarbowej – jednostki o zbliżonych kompetencjach. Uznano zatem, że powołanie Straży Gospodarczo-Wojskowej jest bezcelowe. Uważano, że „wprzęgnięcie Straży Skarbowej do służby aprowizacyjnej odbyłoby się z korzyścią zarówno dla służby podatków i monopoli, jak i dla agend aprowizacyjnych, oszczędziłoby państwu podwójnych wydatków, nie narażałoby administracji na niebezpieczeństwo tarć, nieuniknione przy istnieniu dwóch organizacji strażniczych o zbliżonych do siebie kompetencjach i uchyliłoby potrzebę nowych prac organizacyjnych”.
Wywołało to napięcia pomiędzy Ministerstwem Aprowizacji i Ministerstwem Spraw Wojskowych z jednej strony a Ministerstwem Skarbu z drugiej. Zahamowały one prace zarówno nad formowaniem Straży Gospodarczo-Wojskowej i Korpusu Straży Skarbowej.
Ostatecznie zdecydowano się na budowanie formacji według modelu rosyjskiej straży skarbowej. Nowa formacja miała mieć charakter wojskowy, być uzbrojona, zdolna do zabezpieczenia granicy przed wtargnięciem i naruszeniem jej przez grupy dywersyjne lub siły zbrojne obcego państwa.
Naczelnik Państwa Józef Piłsudski, Prezes Rady Ministrów Jędrzej Moraczewski i minister aprowizacji Antoni Mińkiewicz podpisali 18 grudnia 1918 Tymczasowy Dekret o utworzeniu Straży Granicznej. Nowo powstała Straż Graniczna miała składać się z wydzielonych oddziałów Wojska Polskiego. Podporządkowano ją Ministerstwu Aprowizacji, a na jej czele stanął ppłk Adolf Małyszko. Straż Graniczna miała zapobiegać nielegalnemu wywozowi towarów z kraju, sprawować kontrolę nad transportami i ruchem osobowym przez granicę, oraz czuwać nad składami aprowizacyjnymi. Do końca lutego sformowano dwa pułki Straży Granicznej. Od wiosny 1919 formacja występowała pod nazwą Wojskowej Straży Granicznej, a dotychczasowe dowództwo formacji przekształcono w Inspektorat Wojskowej Straży Granicznej i podporządkowano drugiemu wiceministrowi Spraw Wojskowych. Struktura wzorowana była organizacji carskiej Wojskowej Straży Pogranicznej. Jednostki graniczne podlegały Dowództwom Okręgów Generalnych.
Od marca 1920 sformowano formację pod nazwą Strzelcy Graniczni. Oddziały graniczne rozlokowane wzdłuż granicy z Prusami Wschodnimi, na granicy morskiej i na odcinku zachodnim miały być zawsze gotowe do stawienia czoła naruszenia linii granicznej przez „zwarte oddziały państwa ościennego”. Ruch graniczny kontrolowała żandarmeria wojskowa, a kontrolę bagażu i towarów prowadzili funkcjonariusze skarbowi. Pod koniec 1920 na granicy zachodniej zadania związane z kontrolą ruchu osobowego przejmowała stopniowo Policja Państwowa, a kontrolę celną sprawowały Urzędy Celne. Na granicy polsko-czechosłowackiej służbę pełniły placówki Straży Skarbowej.
Na granicy wschodniej, po zakończeniu działań wojennych, utworzony został Kordon Graniczny Naczelnego Dowództwa Wojska Polskiego. W pasie frontowym służbę pełniły bataliony etapowe. Pod koniec 1920 poszczególne Dowództwa Okręgów Generalnych, rozpoczęły formowanie Batalionów Wartowniczych. W pierwszym kwartale 1920 Bataliony Wartownicze przejęły ochronę granicy północnej, zachodniej i południowej. W maju 1921 dotychczasowy Kordon Graniczny NDWP przekształcono na Kordon Wojskowy na byłym Froncie Wschodnim, a Bataliony Etapowe przekształcono w Bataliony Celne i przekazano Ministerstwu Skarbu. Ministerstwo Skarbu przejęło odpowiedzialność za ochronę granicy północnej, zachodniej i południowej. Także Bataliony Wartownicze podporządkowane Ministerstwu Skarbu przemieniono na Bataliony Celne.
Z dniem 10 września 1921 ochronę granicy wschodniej przejęło Ministerstwo Spraw Wewnętrznych z podporządkowanymi sobie 22 batalionami celnymi. Powołany został Główny Inspektor Wojskowy granicy wschodniej, a pozostałe bataliony celne podporządkowano Komendzie Głównej Batalionów Celnych. Ochrona granicy z Litwą nadal była w kompetencji wojska.
Słabo zaopatrzone i wyposażone Bataliony Celne nie były w stanie zapewnić bezpieczeństwa granicy wschodniej. 23 maja 1922 Rada Ministrów podjęła uchwałę o rozformowaniu Batalionów Celnych i powołaniu podległej MSW Straży Granicznej. Granicy strzegło 36 batalionów Straży Granicznej. W Łomży powołano podoficerską Szkołę Graniczną.
I tym razem wyniki działania formacji na wschodzie nie spełniły oczekiwań. Decyzję o rozwiązaniu Straży Granicznej przyspieszyła przeprowadzona demobilizacja. 1 lipca 1923 rozwiązano Straż Graniczną, a ochronę granicy przejęła Policja Państwowa we współudziale żandarmerii wojskowej. I te formacje nie były w stanie poradzić sobie z ochroną granicy wschodniej.
W sierpniu 1924 zapadła decyzja o powołaniu Korpusu Ochrony Pogranicza. Organizację podzielono na trzy etapy. Realizowano ją do marca 1926. Zadaniem KOP w początkowej fazie formowania było szczelne zamknięcie granicy i likwidacja dywersji. Formacja ta strzegła granicy wschodniej do końca istnienia II Rzeczypospolitej.
Granicę północną, zachodnią i południową chroniła Straż Celna. Brak struktury wojskowej skłonił Józefa Piłsudskiego do skierowania na stanowisko naczelnego inspektora Straży Celnej płk. Stefana Pasławskiego i reorganizacji Straży Celnej. Sztab Główny przystąpił do studiów nad utworzeniem zachodnich Brygad KOP w Bydgoszczy, Poznaniu, Katowicach i w Sanoku. Ostra reakcja Niemiec i opory wewnętrzne zdecydowały, że w miejsce Straży Celnej utworzono zorganizowany na wzór wojskowy Korpus Straży Granicznej podległy bezpośrednio Ministrowi Skarbu. W miarę postępów prac nad przebudową Straży Celnej, przygotowywano projekt ustawy o Straży Granicznej. Ustawa została ogłoszona 22 marca 1928 jako rozporządzenie Prezydenta Rzeczypospolitej. Przy wydajnej pomocy wojska już w 1928 ujednolicono w Straży Granicznej uzbrojenie i rozpoczęto rozbudowę systemu łączności. Jej organizację zaplanowaną na trzy lata. W kwietniu 1938 wprowadzono nowe nazewnictwo. Komendę Straży Granicznej przemianowano na Komendę Główną Straży Granicznej, Inspektorat Okręgowy na Komendę Okręgu Straży Granicznej, Inspektorat Graniczny na Komendę Obwodu Straży Granicznej. W tej formie Straż Graniczna pełniła swoją służbę do 1939.

## Wykaz formacji granicznych
Wykaz sporządzony na podstawie ABC formacji granicznych II Rzeczypospolitej
- Straż Gospodarczo-Wojskowa (granica zachodnia)
- Korpus Straży Skarbowej
- Straż Graniczna (1918–1919) (granica zachodnia)
- Wojskowa Straż Graniczna (granica zachodnia)
- Strzelcy Graniczni (granica zachodnia)
- Bataliony Wartownicze (granica zachodnia i wschodnia)
- Bataliony Etapowe (granica zachodnia i wschodnia)
- Bataliony Celne (granica zachodnia i wschodnia)
- Straż Graniczna (1922–1923) (granica wschodnia)
- Policja Państwowa (granica wschodnia)
- Korpus Ochrony Pogranicza (granica wschodnia)
- Straż Celna (granica zachodnia)
- Straż Graniczna (1928-1939) (granica zachodnia)